# Barranyi-(North-Island)-Nationalpark
Der Barranyi-Nationalpark ist ein fast die ganze North Island im Golf von Carpentaria einnehmender, 45 km² großer Nationalpark. Er ist eines der abgelegensten Ziele im Northern Territory, Australien.

## Nationalpark
North Island gehört den Aborigines der Gruppe der Yanyuwa. Aufgabe des Nationalparks ist es, die Kultur und Tradition der Ureinwohner zu schützen und zu bewahren. Der Park wird deshalb vom Parks and Wildlife Services of the Northern Territory zusammen mit der lokalen Verwaltung der Aborigines geführt.
Die Insel liegt innerhalb der Sir-Edward-Pellew-Inseln rund 30 km von der Flussmündung des McArthur River und des Carrington Channels entfernt. Sie kann am besten mit dem Boot von King Ash Bay, etwa 34 km nordöstlich von Borroloola, erreicht werden.
Besucher benötigten keine Erlaubnis, um die Insel betreten zu dürfen. Allerdings ist der Zugang zu einigen Gebieten nicht gestattet.

## Flora und Fauna
Zu den Hauptattraktionen des Nationalparks zählen die langen Sandstrände, wie zum Beispiel in der Paradies Bay, die kleinen Buchten und Sandsteinklippen. Das Innere der Insel dominieren wegen der kargen Böden niedrige offene Wälder und Sandflächen. In einem kleinen Bereich sind auch Würgefeigen zu finden. Die Nähe zum Festland sorgt dafür, dass sowohl See- als auch Landvögel im Park heimisch sind. Vier verschiedene Spezies von Meeresschildkröten legen ihre Eier an den Sandstränden ab.
Da in den Gewässern rund um die Insel Salzwasserkrokodile, giftige Quallen und andere gefährliche Wasserbewohner vorkommen, ist das Schwimmen nicht gestattet. Auch beim Wandern entlang der Strände ist Vorsicht wegen der Krokodile ratsam.